# 애증의 세월
애증의 세월(The Swimmer)은 미국에서 제작된 프랭크 페리 감독의 1968년 영화이다. 버트 랭카스터 등이 주연으로 출연하였고 로저 루이스 등이 제작에 참여하였다.

## 출연

### 주연
- 버트 랭카스터
- 자넷 랜드가드

### 조연
- 제니스 룰
- 토니 베클리
- 마지 챔피언
- 빌 피오레
- 데이비드 가필드